# Paris Université Club (baseball)
Il Paris Université Club è una squadra di baseball, softball e cricket francese con sede a Parigi, sezione sportiva dell’omonima società polisportiva. Si tratta del club più titolato in Francia, avendo collezionato 22 campionati nazionali. Milita attualmente in Division 1, massima serie del campionato francese di baseball.

## Storia
La sezione di baseball venne creata nel 1923 e diventò l’anno seguente membro fondatore della Federazione Francese di baseball, softball e cricket.
La squadra rinacque nel 1954: in quella stagione perse la finale di campionato con lo Stade français, ma nel 1955 riuscì ad affrontare la medesima squadra all’ultimo atto ed a vincere il suo primo campionato nazionale. Tuttavia il PUC sparì nuovamente l’anno successivo.
Riapparve nel 1962 e nel 1963 raggiunse i quarti di finale di Coppa dei Campioni, perdendo però con il Picadero di Barcellona; cessò l’attività a fine stagione.
Per la terza e definitiva volta il PUC riprese a disputare il campionato nel 1965, vincendolo già in quell’anno. Fino al 1981 ottenne altri 8 titoli ed ebbe come principale rivale il Nice Université Club.
Nel frattempo la società parigina acquisì una notevole esperienza in campo internazionale, grazie a diverse tournée. Il miglior risultato di quel periodo in Coppa Europa fu un quarto posto a Madrid.
Nel 1982 cominciò il vero periodo di gloria della squadra, che piazzò una serie di 11 vittorie consecutive nel campionato francese. Nel 1990 ottenne una memorabile vittoria per 11-4 contro il Rimini campione continentale in carica, ma nel 1993 raggiunse il suo miglior risultato nella Coppa dei Campioni, un terzo posto nell’edizione tenuta a Rimini.
In quell’anno, come nel seguente, perse però la finale nazionale con i Barracudas de Montpellier. Scese poi nella classifica fino all’ottavo posto del 1997; tuttavia nelle seguenti stagioni tornò ai livelli più alti, fino all’ultimo trionfo nel campionato del 2000. Seguì un nuovo lento declino, più marcato del precedente, che portò il PUC a retrocedere in National 1 nel 2009. Ritrovò la massima serie già nel 2010.
Tornò subito a giocare i play-off e arrivò in finale nel 2014, dove però si arrese ai Templiers de Sénart. Da allora i suoi risultati sono andati peggiorando e negli ultimi anni (2018,  2019 e 2021) ha giocato i play-out per evitare la retrocessione.

## Palmarès
- Campionati francesi: 22

1955, 1965, 1966, 1970, 1972, 1973, 1975, 1976, 1977, 1980, 1982, 1983, 1984, 1985, 1986, 1987, 1988, 1989, 1990, 1991, 1992, 2000
- Coppa di Francia: 1

1993

### Altri piazzamenti
- Campionato francese:

secondo posto: 1954, 1968, 1971, 1974, 1981, 1993, 1994, 1999, 2014
- Challenge de France:

finalista: 2002
- Coppa dei Campioni:

terzo posto: 1993
quarto posto: 1976